# Ptosima undecimmaculata undecimmaculata
Ptosima undecimmaculata undecimmaculata é uma subespécie de insetos coleópteros polífagos pertencente à família Buprestidae.
A autoridade científica da subespécie é Herbst, tendo sido descrita no ano de 1784.
Trata-se de uma subespécie presente no território português.